# Biancaneve a Beverly Hills
Biancaneve a Beverly Hills (The Charmings) è una serie televisiva andata in onda negli Stati Uniti nel 1987-1988 e in Italia sul circuito Odeon Tv nel 1988-1989.

## Trama
La serie racconta di come Biancaneve e il Principe Azzurro vengono catapultati magicamente nella California del XX secolo. La strega cattiva, Lilian Neve, dopo aver perso la battaglia con Azzurro, viene da questi gettata in un pozzo nero senza fondo. Ma la strega riesce a uscirne e, con una perfida magia, fa addormentare per mille anni Bianca e Azzurro. La magia è così potente che coinvolge la strega stessa, il suo Specchio Magico e uno dei sette nani.
In ogni puntata Bianca e Azzurro si cimentano nel confronto con la vita moderna e con una coppia di onnipresenti vicini, i Miller: Don Miller, il "re dei tappeti", e sua moglie Sally.

## Episodi
| Stagione         | Episodi | Prima TV USA | Prima TV Italia |
| ---------------- | ------- | ------------ | --------------- |
| Prima stagione   | 6       | 1987         | 1988            |
| Seconda stagione | 15      | 1988         | 1989            |